# Scleria schenckiana
Scleria schenckiana är en halvgräsart som beskrevs av Johann Otto Boeckeler. Scleria schenckiana ingår i släktet Scleria och familjen halvgräs. Inga underarter finns listade i Catalogue of Life.